# Bosquerola de Puerto Rico
La bosquerola de Puerto Rico (Setophaga adelaidae) és un ocell de la família dels parúlids (Parulidae).

## Hàbitat i distribució
Habita matolls i boscos de Puerto Rico.